# Bandeira do Vietname do Norte
A bandeira do Vietnã do Norte, também conhecida como a "bandeira Vermelha com a estrela Amarela", foi adoptada como Bandeira Nacional do Vietnã do Norte a 30 de Novembro de 1955. Tornou-se bandeira nacional do Vietnã após a reunificação com o Vietnã do Sul a 2 de Julho de 1976.
A bandeira foi desenhada por Nguyen Huu Tien (em Vietnamitas: Nguyễn Hữu Tiến), um comunista revolucionário da Insurreição da Cochinchina de 1940 ("Nam Kỳ Khởi nghĩa") contra o colonialismo Francês. Foi nessa circunstância que a bandeira foi vista pela primeira vez. A insurreição não vingou, e Nguyen foi preso e executado juntamente com outros líderes da insurreição.
Em descrição heráldica Ocidental a bandeira é Gules, uma mullet Or.
A bandeira do Vietname do Norte (das áreas controladas pela Việt Minh no Norte e no Sul do Vietname e mais tarde só do Vietname do Norte) entre 1945 e 1955 era semelhante à actual bandeira do Vietnã, mas com as pontas da estrela num ângulo mais obtuso. 

## Bandeiras anteriores
- Bandeira de 1945–1955.